# Eremophysa scrophulariae
Eremophysa scrophulariae là một loài bướm đêm trong họ Noctuidae.